# مایکل گودفلو (ورزشکار کرلینگ)
مایکل گودفلو (انگلیسی: Michael Goodfellow؛ زادهٔ ۸ اکتبر ۱۹۸۸) ورزشکار کرلینگ اهل بریتانیا است.